# أرخبيل كولورادوس
أرخبيل كولورادوس (بالإسبانية: Colorados Archipelago ). هذا الأرخبيل يتكون من سلسلة من الجُزر الكبيرة والجُزر الصغيرة المنخفضة على الساحل الشمالي الغربي لكوبا .